# Help Maciek 2 Live
Help Maciek 2 LIVE – album koncertowy wykonawców: Wańka Wstańka, Jacek „Bielas” Bieleński, Made in Poland, Aurora i RSC. Został wydany na nośniku DVD oraz CD 14 stycznia 2015. Nakład wydawnictwa wyniósł 1000 szt.
Album jest zapisem koncertu charytatywnego, który odbył się 25 lutego 2012 w rzeszowskim Klubie Pod Palmą. Podczas tego koncertu zbierano fundusze aby pomóc w leczeniu rzeszowskiego muzyka Maćka Miernika.
Największą atrakcją podczas koncertu „Help Maciek 2” w Rzeszowie był występ grupy RSC w pierwszym składzie z Andrzejem Wiśniowskim.

## Lista utworów
Źródło:.

### DVD 1
Wańka Wstańka & The Ludojades
1. „Mesjasz” – 2:52
2. „Prezydent” – 2:48
3. „Rdza na żyletce” – 2:50
4. „Gwiazdy ze stolicy” – 2:11
5. „WSK – wiejscy motocykliści” – 1:28
6. „Generał” – 2:19
7. „Casanowa z Rzeszowa” – 2:41
8. „Oj Dana” – 3:28
9. „Maryna gotuj pierogi” – 1:58
10. „Leżajski full” – 3:53

Muzyka i teksty: Piotr Liszcz „Mizerny”
Jacek „Bielas” Bieleński
1. „Beduin” – 2:51
2. „Lśnienie” – 2:34
3. „Entliczek Pentliczek” – 2:26
4. „Marynarze Łodzi” – 3:26

Muzyka i teksty: Jacek „Bielas” Bieleński
Made in Poland
1. „Bądź jak meteor” (muz. Artur Hajdasz, Sławomir Leniart, Piotr Pawłowski – sł. Stanisław Wyspiański) – 3:31
2. „W moim pokoju” (muz. Artur Hajdasz – sł. Piotr Pawłowski) – 5:32
3. „Future Time” (muz. Artur Hajdasz, Sławomir Leniart, Piotr Pawłowski – sł. Artur Hajdasz) – 4:35

### DVD 2
Aurora
1. „Angel” – 4:08
2. „Mur” – 4:07
3. „Nie żyję” – 3:37
4. „Świnie” – 3:57
5. „Polska” – 2:43
6. „Kto nas bije pałami” – 3:03

Muzyka: Maciej Miernik, Jacek Pałys, Roman Rzucidło (Pekalski), Piotr Wallach

Teksty: Roman Rzucidło (Pekalski)

z wyjątkiem „Polska”

Muzyka: Maciej Miernik, Iwona Sierakowska-Czerniawska

Tekst: Roman Rzucidło (Pekalski), Monika Smyk
RSC
1. „Kradniesz mi moją duszę” (muz. Andrzej Wiśniowski – sł. Zbigniew Działa) – 5:57
2. „Życie to teatr” (muz. Piotr Spychalski, Andrzej Wiśniowski, Zbigniew Działa – sł. Zbigniew Działa) – 5:18
3. „Na długie pożegnania” (muz. Piotr Spychalski, Andrzej Wiśniowski – sł. Zbigniew Działa) – 4:17
4. „W oczekiwaniu na nikogo” (muz. Andrzej Wiśniowski – sł. Zbigniew Działa) – 4:29
5. „Maraton rockowy” (muz. Andrzej Wiśniowski – sł. Zbigniew Działa) – 4:15
6. „Życie to teatr” (bis) – 5:33
7. „Kradniesz mi moją duszę” (bis) – 5:13
8. „Maraton rockowy” (bis) – 4:25

### CD 1
Wańka Wstańka & The Ludojades
1. „Mesjasz” – 2:52
2. „Prezydent” – 2:48
3. „Rdza na żyletce” – 2:50
4. „Gwiazdy ze stolicy” – 2:11
5. „WSK – wiejscy motocykliści” – 1:28
6. „Generał” – 2:19
7. „Casanowa z Rzeszowa” – 2:41
8. „Oj Dana” – 3:28
9. „Maryna gotuj pierogi” – 1:58
10. „Leżajski full” – 3:53

Jacek „Bielas” Bieleński
1. „Beduin” – 2:51
2. „Lśnienie” – 2:34
3. „Entliczek Pentliczek” – 2:26
4. „Marynarze Łodzi” – 3:26

Made in Poland
1. „Bądź jak meteor” – 3:31
2. „W moim pokoju” – 5:32
3. „Future Time” – 4:35

### CD 2
Aurora
1. „Proletariusze” – 4:15
2. „Wszyscy przeciw wszystkim” – 2:50
3. „Angel” – 4:08
4. „Mur” – 4:07
5. „Nie żyję” – 3:37
6. „Świnie” – 3:57
7. „Polska” – 2:43
8. „Kto nas bije pałami” – 3:03

RSC
1. „Kradniesz mi moją duszę” – 5:57
2. „Życie to teatr” – 5:18
3. „Na długie pożegnania” – 4:17
4. „W oczekiwaniu na nikogo” – 4:29
5. „Maraton rockowy” – 4:15
6. „Życie to teatr” (bis) – 5:33
7. „Kradniesz mi moją duszę” (bis) – 5:13
8. „Maraton Rockowy” (bis) – 4:25

## Twórcy
- Wańka Wstańka & The Ludojades w składzie: Krzysztof „Bufet” Bara, Piotr „Mizerny” Liszcz, Leszek „Laszlo” Dobrzański, Wojciech Dąbrowski
- Jacek „Bielas” Bieleński
- Made in Poland w składzie: Artur Hajdasz, Piotr Pawłowski, Sławomir Leniart, Bogusław „Bodek” Pezda
- Aurora w składzie: Roman Rzucidło (Pekalski), Jacek Pałys, Piotr Wallach, Daniel Kleczyński
- RSC w składzie: Andrzej Wiśniowski, Wiesław Bawor, Wiktor Kucaj, Zbigniew Działa, Michał Kochmański, Krzysztof Dziuba, Andrzej Szczypek, Piotr Spychalski
- Realizator dźwięku live: RSC Studio
- Realizator nagrań: Leszek „Czubek” Wojtas
- Remastering: Leszek „Czubek” Wojtas, Jacek Pałys, Underground Studio
- Realizacja DVD: Czyż Studio, Rzeszów na Żywo
- Realizacja oświetlenia: RSC Studio, Marcin Dryja, Tomasz Sypko
- Opracowanie graficzne: Witek „Duke” Dziok
- Producent: Leszek „Czubek” Wojtas, Jacek Pałys
- Manager projektu: Katarzyna Nierojewska-Pałys, Jacek Pałys, Paweł Stawarz